# Benjamin Groeneveld de Kater
Benjamin Groeneveld de Kater (Klaaswaal, 12 mei 1889 – 10 februari 1962) was een Nederlands politicus. 
Hij werd geboren als zoon van Cornelis Groeneveld de Kater (1857-1891) en Jacomina Johanna Vlielander (1859-1945). Hij was nog geen 2 jaar toen zijn vader, die arts was, overleed. Zelf had hij een ambtelijke loopbaan. Hij was werkzaam bij de gemeentesecretarie van Hekelingen, werd rond 1916 de gemeentesecretaris van Zwartewaal en kort daarop volgde hij C.G. de Klerk op als de gemeentesecretaris van 's-Gravendeel. Groeneveld de Kater was vanaf 1923 lange tijd de burgemeester van Maasdam. In 1954 ging hij met pensioen waarna hij in Den Haag ging wonen. Groeneveld de Kater overleed in 1962 op 72-jarige leeftijd. 